# C. Mayer D (Cratera)
Localização da cratera C. Mayer

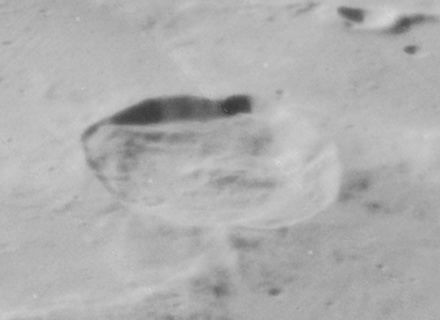
Vista oblíquoa a partir da Lunar Orbiter 4

C. Mayer é uma Cratera de impacto lunar que é localizado no limite norte de Mare Frigoris, norte devido a proeminente cratera Aristótoles. Também ao Sul, mas apenas a um terço mais distante, está a pequena cratera Sheepshanks. Leste devido a C. Mayer, está a inundada cratera Kane.
C. Mayer é de uma relativamente nova formação, com um limite externo bem definido e pontiagudo. O limite não é bem circular, mas se parece polígonar com protuberâncias para fora ao longo da borda, mais notavelmente ao oeste. As paredes internas tem um sistema terrace e o interior é um tanto duro e irregular. O pico central fica bem ao norte do ponto médio, e extende-se em uma direção bem ao norte.
A formação do C. Mayer D que é inundada de lava é presa á borda sudeste da cratera, e o limite entre a borda sudeste junta-se ao Mare Frigoris. Assim, a mare lunar extende-se ao rampart exterior de C. Mayer.

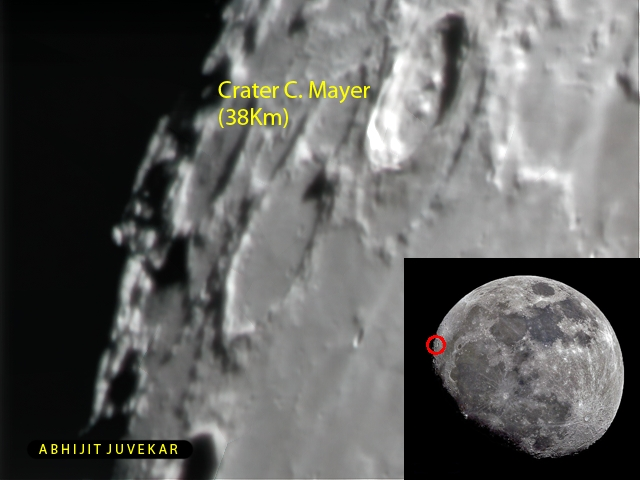
Cratera C. Mayer

## Crateras satélites
Por convenção, essas características são identificadas em mapas lunares ao colocar uma letra ao ponto meio da cratera que á a mais próxima de C. Mayer. Ela tem um formato bem parecido com o mapa do Brasil.
| C. Mayer | Latitude | Longitude | Diâmetro |
| -------- | -------- | --------- | -------- |
| B        | 60.2° N  | 15.6° E   | 36 km    |
| D        | 62.1° N  | 18.6° E   | 66 km    |
| E        | 61.1° N  | 16.0° E   | 12 km    |
| F        | 62.0° N  | 19.5° E   | 7 km     |
| H        | 64.1° N  | 14.7° E   | 43 km    |

- Este artigo foi inicialmente traduzido, total ou parcialmente, do artigo da Wikipédia em inglês cujo título é «C. Mayer (crater)».

## Refências
- Andersson, L. E.; Whitaker, E. A. (1982). NASA Catalogue of Lunar Nomenclature. [S.l.]: NASA RP-1097
- Blue, Jennifer (25 de Julho de 2007). «Gazetteer of Planetary Nomenclature». USGS. Consultado em 5 de agosto de 2007
- Bussey, B.; Spudis, P. (2004). The Clementine Atlas of the Moon. New York: Cambridge University Press. ISBN 978-0-521-81528-4
- Cocks, Elijah E.; Cocks, Josiah C. (1995). Who's Who on the Moon: A Biographical Dictionary of Lunar Nomenclature. [S.l.]: Tudor Publishers. ISBN 978-0-936389-27-1
- McDowell, Jonathan (15 de Julho de 2007). «Lunar Nomenclature». Jonathan's Space Report. Consultado em 24 de outubro de 2007
- Menzel, D. H.; Minnaert, M.; Levin, B.; Dollfus, A.; Bell, B. (1971). «Report on Lunar Nomenclature by the Working Group of Commission 17 of the IAU». Space Science Reviews. 12 (2): 136–186. Bibcode:1971SSRv...12..136M. doi:10.1007/BF00171763
- Moore, Patrick (2001). On the Moon. [S.l.]: Sterling Publishing Co. ISBN 978-0-304-35469-6
- Price, Fred W. (1988). The Moon Observer's Handbook. [S.l.]: Cambridge University Press. ISBN 978-0-521-33500-3
- Rükl, Antonín (1990). Atlas of the Moon. [S.l.]: Kalmbach Books. ISBN 978-0-913135-17-4
- Webb, Rev. T. W. (1962). Celestial Objects for Common Telescopes 6th revised ed. [S.l.]: Dover. ISBN 978-0-486-20917-3
- Whitaker, Ewen A. (1999). Mapping and Naming the Moon. [S.l.]: Cambridge University Press. ISBN 978-0-521-62248-6
- Wlasuk, Peter T. (2000). Observing the Moon. [S.l.]: Springer. ISBN 978-1-85233-193-1